# Папа Карло
Папа Карло — герой сказки А. Н. Толстого «Золотой ключик, или Приключения Буратино» (1936), отец Буратино. Его прототипом является Джеппетто — отец Пиноккио.

## Сюжет
Папа Карло — старый шарманщик, живущий в каморке под лестницей, в которой ничего не было, кроме нарисованного очага на холсте. Шарманка давно сломалась, и папа Карло жил случайными заработками (в фильмах он по-прежнему работает шарманщиком). Единственный друг папы Карло — старый столяр и пьяница Джузеппе (прототип — мастер Антонио, он же мастер Вишня). Как-то раз Джузеппе в очередной раз напился, и ему в руки попалось говорящее полено, которое он подарил от греха подальше своему собутыльнику Карло, предварительно с ним подравшись. Папа Карло вырезает из полена куклу с длинным носом.

«Как бы мне её назвать? — раздумывал Карло. — Назову-ка я её Буратино. Это имя принесёт мне счастье. Я знал одно семейство — всех их звали Буратино: отец — Буратино, мать — Буратино, дети — тоже Буратино… Все они жили весело и беспечно…»

Тем не менее Буратино тут же доставил папе Карло неприятности, в результате чего последний оказался в полицейском участке, однако тот не обижался и, как добрый ангел, появлялся и спасал Буратино в самых безвыходных ситуациях.
Также является персонажем продолжения сказки про Буратино. Управлял театром «Молния», расположенным на Приморской площади города Тарабарска.

## Характеристика
Исследователи сказки Толстого (Пётр Вайль, А.М. Букалов, Мирон Петровский) сходятся на том, что в ней можно выделить различные слои: библейский, фольклорный, ... и помещают Карло в первый из них, поскольку он является создателем куклы. При этом характер Карло не проработан, он выступает в амплуа «благородного отца».
Толстой писал первую версию сказки в иммиграции, используя элементы пародии и иносказательный язык. Каморка папы Карло — это пародия на магические инструкции того времени в духе Графа Калиостро, когда магическое действие (создание живой куклы) надо проводить в пустой комнате лишь со столом для него (верстак), шкафом с необходимыми инструментами и магическим символом (нарисованный камин).
Часто побег кукол от Карабаса-Барабаса воспринимают как эмиграцию из Сталинской России. Букалов и Вайль видят в Карло всеобщего отца, творца, в каморке которого находится дверь, через которую возможен побег. Олег Давыдов, наоборот, считает, что к моменту написания сказки отношение Толстого к эмиграции начинает меняться перед возвращением из неё, и в Карло зашифрован Карл Маркс как создатель «кукол», которыми управляет Карабас-Сталин.
Вайль так же замечает, что поговорки «горбатиться, как папа Карло», «пахать, как папа Карло» очень хорошо отталкиваются от образа Поля Чудес в Стране Дураков, где деньги растут на дереве. Это вместе с подчёркнутым (анти)эротизмом сказки породило бесконечные анекдоты.